# Velcro
Velcro er et materiale og en lukkemetode (burrelukning) opfundet af den schweiziske elektrotekniker George de Mestral, der tog patent på opfindelsen i 1955.
Med Velcro kan to flader sammensættes ved at den ene side, der har små kroge, føres sammen med den anden side, der er fyldt med små hår. Krogene holder fast i hårene, og derved holder de to sider sammen. Velcro bruges som et hurtigt alternativ til bl.a. snørebånd.